# وفادار (ترانه کریس براون)
«وفادار» تک‌آهنگی از هنرمند اهل ایالات متحده آمریکا کریس براون و لیل وین و تایگا است که در ۱۹ دسامبر ۲۰۱۳ منتشر شد. این تک‌آهنگ در آلبوم ایکس قرار داشت.